# 英語版ウィキペディア
英語版ウィキペディア（えいごばんウィキペディア、英:English Wikipedia）は、英語によって執筆・編集されている無料のオンライン版百科事典ウィキペディアである。2001年1月15日に設立された最初のウィキペディアであり、2019年現在、様々な言語のウィキペディアの中で最大規模（項目数、編集数、登録者数、純記事数など）を誇る。

## 沿革
全言語のウィキペディアの記事の過半数を英語版が占めたのは2003年10月までで、他言語版の記事数の増加に伴い2008年10月1日時点で約22%強と、その割合は徐々に低下している。

赤色はウィキペディアの利用について、最もよく使われる言語版が英語版の国を示す。

言語群ごとに書かれた記事の割合。2013年3月現在、記事の16.76％が英語で書かれている。

2019年12月19日時点でこの言語版の記事総数は598万3997件を数え、ウィキペディアの全言語版のおよそ12%を占める。
2006年3月1日午後11時9分（協定世界時）に総記事数が100万件を突破し、日本ではITmediaでも取り上げられた。当時は毎日約1700項目の新着記事があった。2009年8月17日に300万項目を達成した。300万件目の記事はノルウェーの女優Beate Eriksen（ベアーテ・エリクセン）の記事である。2015年11月3日には記事数が500万を突破した。データ量に換算すると、2015年10月1日時点のあらゆる英語で書かれたウィキペディアは圧縮して総計11.5 ギガバイトを占めた（動画参照）。
英語版の記事数は他の言語版に比して常に圧倒的な量を保持してきた。これについては、そもそもの母語話者人口の多さのみならず、編集者が世界中から集まったうえで情報を持ち寄るという、事実上の世界共通語ならではの強みも加勢している。更には、ある程度以上の経験を積んだ参加者らが「メジャー昇格」というような形であらゆる言語版から集まってくるという現象も伝統的に知られており、これも強みの一つである。
さらに標準の英語版に加えて、ほとんどの記事を英語の基礎語彙のみで書いたシンプル英語版ウィキペディアが別個に置かれている。おなじく英語古語（Ænglisc/ Anglo-Saxon=アングロサクソン時代）ウィキペディア（angwiki）も存在する。英語版コミュニティはニュース発信用に「サインポスト」を刊行中である。
2007年からウィキペディア 1.0により、すべての記事に対して品質と重要性についての格付けが行われている。
2010年5月13日、ユーザビリティ調査（動画参照）を基にユーザインタフェースを更新した。

## パイオニア版として
英語版ウィキペディアはウィキペディアの最初の版であり、現在も最大である。多くのアイデアを試し、規約や方針、機能として後にウィキペディアの他の言語版で採用されたなかに「秀逸な記事」、中立的な観点の方針、ナビゲーションテンプレートならびに調停や仲裁など論争解決の仕組み、あるいは短い記事「スタブ」をサブカテゴリに分類することや定期的に行う共同作業などを開拓してきた。
反対にウィキペディアの他の言語版の機能から英語版ウィキペディアに採用されたものには、ドイツ語版ウィキペディア（dewiki）の検証済みの編集履歴およびオランダ語版ウィキペディア（nlwiki）の都市人口検索テンプレートなどがある。
文章ファイルに加えて画像や音声のファイルも英語版ウィキペディアに保存され、多くの画像は最初にアップロードされた場所と同じファイル名でWikimedia Commonsに移動される。しかし英語版ウィキペディアにはフェアユース（著作権の制限付き）の画像や音声・動画ファイルもアップロードされており、ほとんどはコモンズでは掲載条件の範囲外に該当するため、すべてがそのまま他言語版で使えるとは限らない。
ウィキメディア財団の参加者で最も積極的な人、ウィキペディアの原動力であるMediaWikiのソフトウェア開発を担う人の多くは英語話者である。

## ユーザーと編集者
| 利用者アカウント数 | 記事数    | ファイル数 | 管理者数 |
| ------------------ | --------- | ---------- | -------- |
| 49,356,534         | 7,017,572 | 940,343    | 838      |

英語版ウィキペディアは、登録利用者のアカウント数が2007年4月1日に400万人に到達、100万人の大台にのった2006年2月下旬から1年強である。
英語版ユーザーの編集歴を見ると、10回以上の編集者が80万人超である。3万人超が毎月最低5回の編集を行い、3,000人弱の人は毎月の編集回数が100以上である。 
ウィキペディア最大の言語版として、かつまた英語はとても広く使用される言語であるため、管理者の数は多いが減少中である。

### 調停委員会
オンライン百科事典の英語版ウィキペディアには他の編集者とのもめごとに拘束力のある判決を下す調停委員会（Mediation Committee）を置き、編集者を委員に当てている。この委員会は当時サイトの所有者だったジミー・ウェールズの意思決定権で、2003年12月4日に創設された。
設立時の委員は合計12人、4人ずつ3グループで構成された。
姉妹プロジェクトでも他の側面でそうしたように英語版ウィキペディアを見習い、複数の言語版で調停委員会制度を取り入れ、独自の方式で立ち上げた。たとえばドイツ語版ウィキペディアの調停委員会は2007年設立である。
ただし2018年、英語版では論争の解決の機能を裁定委員会 (Arbitration Committee) に集約し、調停委員会は閉鎖された。

## 論争

### 高校に対する脅迫
アメリカの高校に対する暴力の脅迫がウィキペディアに投稿され、複数の事件が大手報道機関で報道された。グレン・A・ウィルソン高校（英語）は2008年に脅迫の標的となり、ナイルズ西高校（英語）では2006年にウィキペディア上で脅迫したとして14歳の容疑者が逮捕されている。

### 係争中の記事
英語版ウィキペディアで最も議論の的となった投稿は以下のとおりである: ジョージ・W・ブッシュ、アナキズム、ムハンマド、WWEに所属する人物一覧、地球温暖化、割礼、アメリカ合衆国、イエス・キリスト、人種と知能、キリスト教。

### 多様な英語
| \| 編集者の所在する国の比較 (2014年1月 – 同3月)[33] \| 編集者の所在する国の比較 (2014年1月 – 同3月)[33] \| 編集者の所在する国の比較 (2014年1月 – 同3月)[33] \| 編集者の所在する国の比較 (2014年1月 – 同3月)[33] \| 編集者の所在する国の比較 (2014年1月 – 同3月)[33] \| \| ------------------------------------------------ \| ------------------------------------------------ \| ------------------------------------------------ \| ------------------------------------------------ \| ------------------------------------------------ \| \| \| \| \| \| \| \| アメリカ \| アメリカ \| \| 38.3% \| 38.3% \| \| イギリス \| イギリス \| \| 13.2% \| 13.2% \| \| インド \| インド \| \| 6.9% \| 6.9% \| \| カナダ \| カナダ \| \| 5.4% \| 5.4% \| \| オーストラリア \| オーストラリア \| \| 3.6% \| 3.6% \| \| 不明 \| 不明 \| \| 2.9% \| 2.9% \| \| フィリピン \| フィリピン \| \| 2.6% \| 2.6% \| \| ドイツ \| ドイツ \| \| 1.5% \| 1.5% \| \| ブラジル \| ブラジル \| \| 1.1% \| 1.1% \| \| イタリア \| イタリア \| \| 1.0% \| 1.0% \| \| アイルランド \| アイルランド \| \| 1.0% \| 1.0% \| \| パキスタン \| パキスタン \| \| 0.9% \| 0.9% \| \| フランス \| フランス \| \| 0.8% \| 0.8% \| \| マレーシア \| マレーシア \| \| 0.8% \| 0.8% \| \| オランダ \| オランダ \| \| 0.8% \| 0.8% \| \| インドネシア \| インドネシア \| \| 0.8% \| 0.8% \| \| 中国 \| 中国 \| \| 0.7% \| 0.7% \| \| ニュージーランド \| ニュージーランド \| \| 0.7% \| 0.7% \| \| スペイン \| スペイン \| \| 0.7% \| 0.7% \| \| イラン \| イラン \| \| 0.7% \| 0.7% \| \| メキシコ \| メキシコ \| \| 0.5% \| 0.5% \| \| スウェーデン \| スウェーデン \| \| 0.5% \| 0.5% \| \| ロシア \| ロシア \| \| 0.5% \| 0.5% \| \| ギリシャ \| ギリシャ \| \| 0.5% \| 0.5% \| \| トルコ \| トルコ \| \| 0.5% \| 0.5% \| \| その他 \| その他 \| \| 13.1% \| 13.1% \| |                  |  |       |       |
| 編集者の所在する国の比較 (2014年1月 – 同3月) |                  |  |       |       |
| |                  |  |       |       |
| アメリカ | アメリカ         |  | 38.3% | 38.3% |
| イギリス | イギリス         |  | 13.2% | 13.2% |
| インド | インド           |  | 6.9%  | 6.9%  |
| カナダ | カナダ           |  | 5.4%  | 5.4%  |
| オーストラリア | オーストラリア   |  | 3.6%  | 3.6%  |
| 不明 | 不明             |  | 2.9%  | 2.9%  |
| フィリピン | フィリピン       |  | 2.6%  | 2.6%  |
| ドイツ | ドイツ           |  | 1.5%  | 1.5%  |
| ブラジル | ブラジル         |  | 1.1%  | 1.1%  |
| イタリア | イタリア         |  | 1.0%  | 1.0%  |
| アイルランド | アイルランド     |  | 1.0%  | 1.0%  |
| パキスタン | パキスタン       |  | 0.9%  | 0.9%  |
| フランス | フランス         |  | 0.8%  | 0.8%  |
| マレーシア | マレーシア       |  | 0.8%  | 0.8%  |
| オランダ | オランダ         |  | 0.8%  | 0.8%  |
| インドネシア | インドネシア     |  | 0.8%  | 0.8%  |
| 中国 | 中国             |  | 0.7%  | 0.7%  |
| ニュージーランド | ニュージーランド |  | 0.7%  | 0.7%  |
| スペイン | スペイン         |  | 0.7%  | 0.7%  |
| イラン | イラン           |  | 0.7%  | 0.7%  |
| メキシコ | メキシコ         |  | 0.5%  | 0.5%  |
| スウェーデン | スウェーデン     |  | 0.5%  | 0.5%  |
| ロシア | ロシア           |  | 0.5%  | 0.5%  |
| ギリシャ | ギリシャ         |  | 0.5%  | 0.5%  |
| トルコ | トルコ           |  | 0.5%  | 0.5%  |
| その他 | その他           |  | 13.1% | 13.1% |

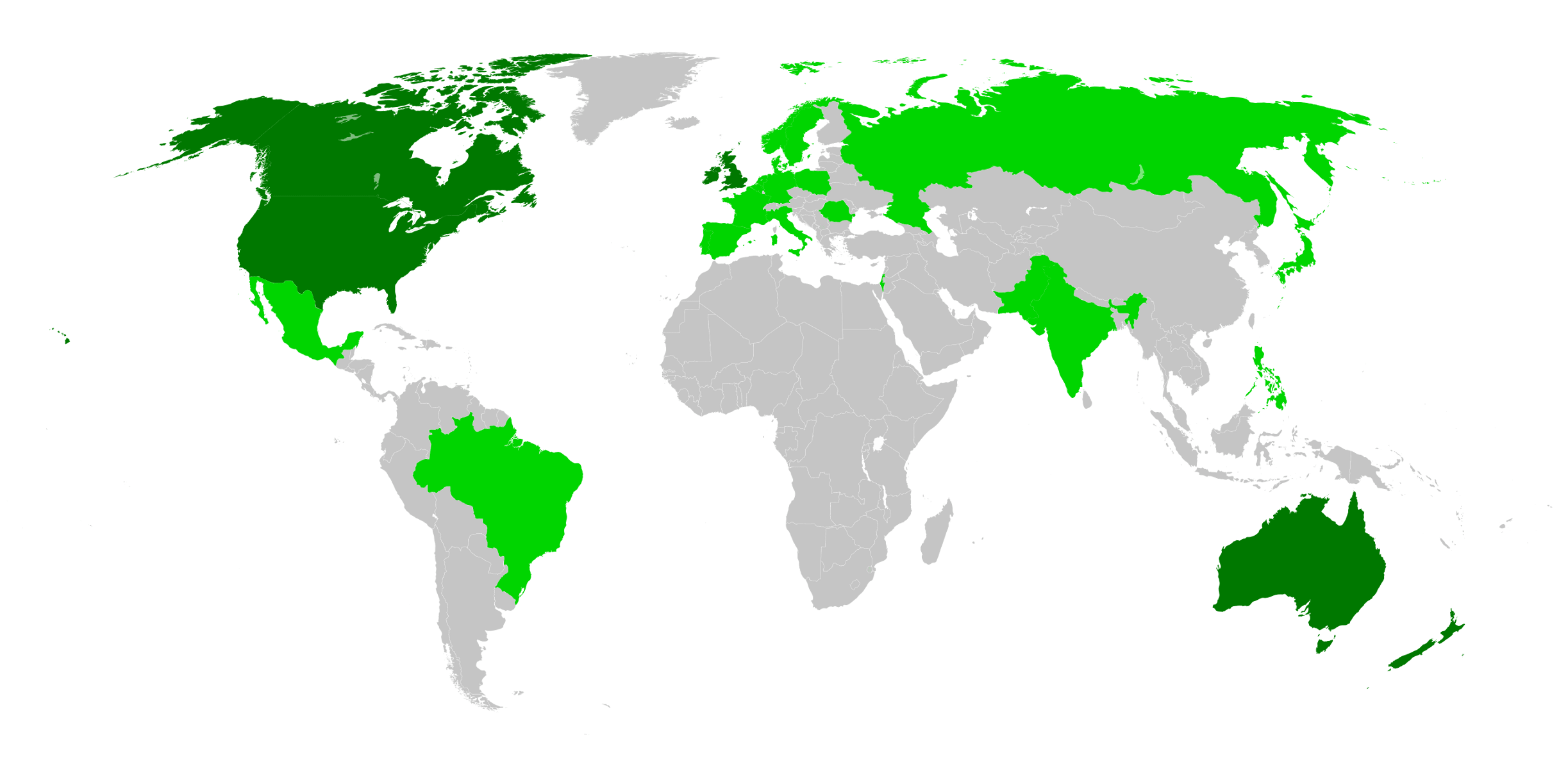
英語版ウィキペディアの投稿数上位25カ国。濃いグリーン：英語が第1公用語の国。 薄いグリーン：英語が外国語または第2以上の公用語である国。

英語版ウィキペディアには、アメリカ英語（米語）、イギリス英語、国際英語など、どの地方語の英語で記述するのが適切かという課題がある。特に綴り（英語）の違いが問題である。これはポルトガル語版におけるポルトガル語とブラジルポルトガル語の問題、あるいは中国語版における各種地方語使用のそれと類似している。ノルウェー語版ウィキペディアでは地方語の問題は解決を見た。
これについては、1つの英語にまとめる、英語版ウィキペディアを各地方語で分割するなどの提案が出されもした。英語版の書式のガイドラインには「英語のウィキペディアでは、好みがばらばらで統一されておらず、どの国の英語を主要な言語とするか決まっていない」とあり、事実上の方針となっているのは地域的な記事はその地域に適切な英語を使用するというものである。例として、「色」を表す「カラー(Color)」の単語は、イギリス関係の記事内においては、イギリス式の綴りを尊重し「Colour」と記載することが推奨されている。他の記事は英語の種類が記事の中で一貫している限りは、あらゆる種類の英語を認めている。編集者は主にアメリカの話題には米国綴りを、主にイギリスの話題には英国綴りを使用することに同意しており、この点についてLihは2009年に「間違いなく、単に数の多さに依拠してアメリカの綴りが既定で優勢になる傾向がある」と述べた。
「英語版ウィキペディアとブリタニカ百科事典の精度は同じくらい」と報じた『ネイチャー』に対して、ブリタニカが撤回を求めるなどの動きも見られる。
英語版では、2国間以上にまたがるデリケートな問題、例えば紛争・戦争や領土問題に関わる項目（ナゴルノ・カラバフやトランシルヴァニアなど、現在でも帰属関係が係争中の領土）に関しては、互いの国家の立場のユーザ同士でしばしば壮絶な編集合戦が巻き起こったあげく、結局保護扱い記事にされる例も少なくない。
これは、英語が事実上の地球共通語であり、また公用語とする国家が多いことにも起因する。母国語が英語の国が5カ国以上存在するのも原因のひとつである。内容が英語で記述されているということは、それだけで引用元として、さまざまな方面からリンクしやすいということに繋がるからでもある。そのため、ユーザの所属する国家と政府の主張に合致する方向で、内容の書き換えが起こりやすいという問題を孕んでいる。
母数となる閲覧者、編集者が多いため一般的項目は充実しているものの、サブカルチャーへの関心も極めて高い。アメリカのポータルサイトCompete.comの実施した調査によれば、2007年4月に英語版で検索された言葉100語を分析したところ、25%が日本のアニメ関連のキーワードであり、セックス関係16%、ポップカルチャー関連16%、音楽関連10%であった。この調査は英語社会全体では余り浸透していないアニメ関連への関心がネットを使うことに慣れたユーザーの間では高い傾向にあることや、英語版でもアニメや芸能関係の関心が高いことを示した。2009年にページビューの多かった上位20件の記事の大半がサブカルチャー・生活関連の記事であった。

## メディア集
- 2009年4月、ウィキメディア財団は英語版ウィキペディアで編集メカニズムについてユーザビリティ調査を行った[9]。
- 2015年11月1日に英語版ウィキペディアが500万記事（英語）に到達した記念のビデオ。

## 信頼性
日経BP社の『PConline』によれば、英語版の科学関連の記述の信頼性は高く、ニッチ分野の研究者が自分から積極的に投稿を図ることが多かったからだと言う。更に、2009年7月、ウィキメディア財団はアメリカ国立衛生研究所と協力して、健康関連の記事の充実を図る方針を表明した。
その一方で、英語版でも記事の信頼性に疑問が投げかけられてきた。一例として、毎日新聞が発行する英字新聞『WaiWai』にて出鱈目と偏見に繋がる内容の記事を配信して問題となった際には、その記事を出典としてToilets in Japanに「女性はウォシュレットによって、性的に刺激されているかもしれない」などの投稿がなされた。
ジミー・ウェールズは2007年に来日した際、情報通信政策フォーラム主催のシンポジウムに参加した。このとき、人物の記事を記事に書かれた人自身が編集する問題に関し、日本語版で大量削除を実施して話題となった西和彦と議論した。この中でウェールズは英語版でもある女優が自身の記事に書かれた経歴を匿名編集で削除した件を例示している。また、池田信夫はこのシンポジウムにて、英語版の従軍慰安婦問題の記述に問題がある旨を指摘したが、ウェールズは「歴史上の複雑な出来事も、公平な目で見、反対意見に対してもフェアでないといけない。友好的なアプローチを取っていきたい」と応えたという。
また、英語版では2000年代半ばよりアカウントを取得しないユーザーによる新規記事の立項は禁止となっており、2009年1月には人物関連記事の編集に際して承認制を導入する方針であると日本語の報道でも報じられた。この時点では財団は公式コメントを出していなかった。承認システムの概要としては投稿した編集は一旦保留扱いされ、貢献度の高い編集者が承認権限を与えられるという内容である。
2009年8月のスラッシュドットジャパンの報道はドイツ語版での実施例を挙げており、当時は7500人のユーザーに権限が与えられており、英語版では記事数の比率よりその3倍以上のユーザーに権限を付与する必要があると報じられている。
編集者が減少する動きは日本語版でも見られたが、英語版にもあり、『ウォール・ストリート・ジャーナル』は2009年11月、スペインの研究者Felipe Ortegaの話を引用し、2009年第1四半期に4万9000人以上の編集者が英語版から去ったことを報じている。
ドナルド・トランプとイーロン・マスクは、英語版ウィキペディアの出来を疑問視している。